# Selišta (gmina Pljevlja)
Selišta (cyr. Селишта) – wieś w Czarnogórze, w gminie Pljevlja. W 2011 roku liczyła 17 mieszkańców.